# Ildikó Wermescher
Ildikó Wermescher, née le 13 mai 1965 dans le pays sicule, est une coureuse d'ultra-trail hongroise. Elle a notamment remporté deux fois le Zugspitz Ultratrail et le trail Verbier Saint-Bernard 2019.

## Biographie
En 1996, Ildikó Wermescher rencontre son futur mari, Otto Wermescher, qui pratique le pentathlon moderne avec qui elle se marie en 2000. Son mari l'initie à la course à pied qu'elle pratique d'abord comme loisir. En 2003, elle s'essaye à la compétition en prenant part au marathon de Budapest qu'elle termine en 3 h 43. Cette expérience la convainc de se lancer en compétition en course à pied et elle ne tarde pas à prendre goût à l'ultra-marathon, puis à l'ultra-trail,.
Le 19 mai 2007, elle prend part à son premier ultra-trail de 100 kilomètres, le Terep Százas, et mène la course en tête au coude-à-coude avec Tímea Bontovics. Ne parvenant pas à se départager, les deux femmes franchissent la ligne d'arrivée ex-aequo en 11 h 17 min 17 s, signant un nouveau record du parcours. Elle est sélectionnée pour les championnats du monde du 100 kilomètres à Winschoten où elle se classe 35e en 8 h 59 min 22 s.
Le 21 juin 2008, elle s'élance sur les 212 kilomètres de l'Ultrabalaton. Sous une chaleur écrasante, elle s'impose en 25 h 56 min 50 s, améliorant de plus d'une heure le record de l'épreuve.
Elle prend part aux championnats du monde de trail 2009 courus dans le cadre de la Merrell Sky Race à Serre Chevalier. Peu habituée à affronter des forts dénivelés étant habituée aux trails plus plats de Hongrie, elle s'y classe dixième.
En 2010, elle déménage en Allemagne en Bavière afin de s'installer avec son mari. Elle y découvre les Alpes et fait des Alpes bavaroises son nouveau terrain de jeu. Elle se fait remarquer par ses résultats en ultra-trail et avec l'aide de l'équipementier sportif Mammut, rejoint le programme élite de l'Ultra-Trail World Tour,.
Le 23 juin 2012, elle court aux avant-postes sur le Zugspitz Ultratrail. Elle est victime de crampes lors de passages dans des névés et se retrouve derrière Andrea Calmbach. Dans la dernière descente, elle accélère pour repasser en tête et s'impose en 14 h 9 min 4 s. L'année suivante, elle défend avec succès son titre en dominant l'épreuve. Elle franchit la ligne d'arrivée avec plus d'une heure d'avance sur la Française Laëtitia Pibis.
Elle signe plusieurs podiums en Ultra-Trail World Tour, terminant troisième de la TDS en 2017 et deuxième du trail Oman by UTMB en 2018.
En 2019, à 54 ans, elle démontre toujours de bonnes performances. Elle domine l'Ultra-Race du Lac d'Annecy, s'imposant avec près de quarante minutes d'avance sur la Suissesse Denise Zimmermann. Le 6 juillet, elle se retrouve à nouveau face à Denise Zimmermann qui mène la course en tête sur l'X-Alpine du trail Verbier Saint-Bernard. Ildikó Wermescher fait parler son expérience en fin de course pour reprendre l'avantage et s'offrir la victoire. Le 26 juillet, elle devient la première étrangère à remporter la Südtirol Ultra Skyrace de 123 kilomètres.
Le 24 août 2021, elle se classe à nouveau troisième de la TDS.

## Palmarès
| no  | féminin            | Course                                                  | Longueur | Départ            | Temps            |
| --- | ------------------ | ------------------------------------------------------- | -------- | ----------------- | ---------------- |
| 10e | Médaille d'or      | Terep Százas                                            | 101 km   | 19 mai 2007       | 11 h 17 min 17 s |
| 18e | Médaille de bronze | Terep Százas                                            | 101 km   | 24 mai 2008       | 11 h 31 min 39 s |
| 10e | Médaille d'or      | Ultrabalaton                                            | 212 km   | 21 juin 2008      | 25 h 56 min 50 s |
| 3e  | Médaille d'argent  | Terep Százas                                            | 100 km   | 16 mai 2009       | 11 h 17 min 38 s |
| 36e | 10e                | Championnats du monde de trail                          | 68 km    | 12 juillet 2009   | 10 h 3 min 32 s  |
| 12e | Médaille d'or      | Terep Százas                                            | 100 km   | 15 mai 2010       | 11 h 33 min 51 s |
| 21e | Médaille d'or      | Alpin Marathon Oberstaufen                              | 42 km    | 3 juillet 2010    | 4 h 32 min 59 s  |
| 32e | Médaille d'argent  | Zugspitz Ultratrail                                     | 101 km   | 25 juin 2011      | 15 h 7 min 30 s  |
| 8e  | Médaille d'or      | Zugspitz Ultratrail                                     | 100 km   | 23 juin 2012      | 14 h 9 min 4 s   |
| 37e | Médaille d'argent  | Trail du Petit Ballon                                   | 50 km    | 17 mars 2013      | 4 h 54 min 11 s  |
| 23e | Médaille d'or      | Zugspitz Ultratrail                                     | 100 km   | 21 juin 2013      | 13 h 45 min 2 s  |
| 5e  | Médaille d'or      | Pitztal-Gletscher Trail-Maniak 42 km                    | 42 km    | 13 juillet 2013   | 6 h 53 min 10 s  |
| 31e | 6e                 | Championnats d'Europe de skyrunning - Ultra SkyMarathon | 80 km    | 27 juillet 2013   | 11 h 42 min 18 s |
| 4e  | Médaille d'or      | Swiss Irontrail T91                                     | 82 km    | 9 août 2013       | 12 h 11 min 20 s |
| 34e | 4e                 | Transgrancanaria                                        | 127 km   | 1er mars 2014     | 18 h 50 min 45 s |
| 45e | Médaille d'argent  | Trail du Petit Ballon                                   | 50 km    | 16 mars 2014      | 4 h 48 min 14 s  |
| 14e | Médaille d'argent  | Eiger Ultra Trail                                       | 101 km   | 19 juillet 2014   | 14 h 25 min 41 s |
| 18e | Médaille d'or      | Swiss Irontrail T41                                     | 43 km    | 14 août 2014      | 6 h 10 min 54 s  |
| 63e | 6e                 | Ultra-Trail du Mont-Blanc                               | 167 km   | 29 août 2014      | 27 h 47 min 52 s |
| 11e | Médaille de bronze | MIUT ULTRA                                              | 83 km    | 11 avril 2015     | 12 h 7 min 32 s  |
| 7e  | Médaille d'or      | Zugspitz Supertrail XL                                  | 68 km    | 20 juin 2015      | 8 h 27 min 45 s  |
| 9e  | Médaille de bronze | Eiger Ultra Trail - E51                                 | 51 km    | 18 juillet 2015   | 7 h 21 min 6 s   |
| 6e  | Médaille d'or      | Swiss Irontrail T91                                     | 92 km    | 14 août 2015      | 16 h 35 min 39 s |
| 15e | Médaille d'or      | Innsbruck Alpine Trailrun Festival - K85                | 86 km    | 30 avril 2016     | 11 h 26 min 31 s |
| 30e | Médaille d'argent  | Zugspitz Ultratrail                                     | 102 km   | 18 juin 2016      | 15 h 19 min 15 s |
| 7e  | Médaille d'argent  | Swiss Irontrail T121                                    | 130 km   | 6 août 2016       | 20 h 21 min 13 s |
| 67e | 5e                 | Transgrancanaria                                        | 123 km   | 24 février 2017   | 18 h 17 min 43 s |
| 39e | 6e                 | Championnats d'Europe de skyrunning - Ultra SkyMarathon | 68 km    | 9 juillet 2017    | 11 h 38 min 54 s |
| 6e  | Médaille d'argent  | Swissalpine Davos T133                                  | 133 km   | 28 juillet 2017   | 20 h 40 min 3 s  |
| 36e | Médaille de bronze | TDS                                                     | 119 km   | 30 août 2017      | 18 h 20 min 5 s  |
| 15e | Médaille d'argent  | Südtirol Ultra Skyrace                                  | 123 km   | 27 juillet 2018   | 22 h 30 min 3 s  |
| 15e | Médaille d'argent  | Oman by UTMB                                            | 130 km   | 29 novembre 2018  | 27 h 9 min 39 s  |
| 44e | 5e                 | Transgrancanaria                                        | 127 km   | 22 février 2019   | 18 h 7 min 21 s  |
| 39e | Médaille d'or      | Maxi-Race du Lac d'Annecy - Ultra-Race                  | 113 km   | 25 mai 2019       | 17 h 34 min 51 s |
| 14e | Médaille d'or      | Trail Verbier Saint-Bernard                             | 113 km   | 6 juillet 2019    | 21 h 20 min 25 s |
| 17e | Médaille d'or      | Südtirol Ultra Skyrace                                  | 123 km   | 26 juillet 2019   | 22 h 2 min 52 s  |
| 9e  | Médaille d'argent  | Maxi-Race Cape Winelands - 65 km                        | 67 km    | 5 octobre 2019    | 9 h 53 min 38 s  |
| 29e | 10e                | Championnats du monde de skyrunning - Ultra SkyMarathon | 68 km    | 10 juillet 2021   | 11 h 24 min 23 s |
| 42e | Médaille de bronze | Grossglockner Ultra-Trail - Osttirol Trail              | 83 km    | 31 juillet 2021   | 12 h 3 min 44 s  |
| 40e | Médaille de bronze | TDS                                                     | 150 km   | 24 août 2021      | 24 h 29 min 12 s |
| 16e | Médaille d'or      | Istria 100 by UTMB - BLUE                               | 127 km   | 8 avril 2022      | 18 h 49 min 48 s |
| 20e | Médaille d'or      | Trail 100 Andorra                                       | 105 km   | 24 juin 2022      | 19 h 18 min 11 s |
| 33e | Médaille d'argent  | Restonica Trail                                         | 66,8 km  | 9 juillet 2022    | 11 h 47 min 1 s  |
| 44e | Médaille d'argent  | Trail Alsace Grand Est - Ultra-Trail des Païens         | 109 km   | 20 mai 2023       | 13 h 35 min 14 s |
| 32e | Médaille de bronze | KAT100 - Endurance Trail                                | 92 km    | 3 août 2023       | 13 h 52 min 22 s |
| 26e | Médaille de bronze | Ultra Trail Métropole Nice Côte d'Azur                  | 165 km   | 29 septembre 2023 | 29 h 17 min 52 s |

## Records
| Épreuve        | Performance     | Date             | Lieu     |
| -------------- | --------------- | ---------------- | -------- |
| 50 kilomètres  | 4 h 1 min 2 s   | 11 novembre 2007 | Debrecen |
| 100 kilomètres | 8 h 53 min 30 s | 5 avril 2008     | Kisbér   |